# Matolcsy Miklós
Matolcsy Miklós (Cegléd, 1869. június 16. – Farmos, 1938. december 4.) magyar gyógyszerész, orvos, egyetemi tanár. Az Országos Közegészségügyi Tanácsnak, a IV. Gyógyszerkönyvet szerkesztőbizottságának tagja.

## Életpályája
Matolcsy Károly (1828–1907) és Kaas Melanie (1838–1920) fiaként született. Középiskolai tanulmányait Sárospatakon kezdte és Budapesten fejezte be.
A Budapesti Tudományegyetemen 1892. június 25-én avatták gyógyszerészdoktorrá. 1893 és 1907 között Than Károly mellett a Tudományegyetem I. számú Vegytani Intézetében dolgozott asszisztensként. 1902-ben orvosdoktori oklevelet szerzett. 1905-ben habilitált, a gyógyszerészet magántanára lett. Bókay Árpád javaslatára a vallás- és közoktatásügyi miniszter 1907-ben megbízta a budapesti Egyetemi Gyógyszertár, illetve 1935-től Egyetemi Gyógyszerészeti Intézet vezetésével. 1914-ben a gyógyszertár önálló vezetésére feljogosító ún. approbációs vizsga cenzora lett. Az első világháború idején (1914–1918) katonai kórházak gyógyszertárainak vezetője volt. 1922-ben egyetemi rendkívüli tanári és egészségügyi főtanácsosi címet kapott.
Számos kémiai, gyakorló gyógyszerészi és gyógyszerésztörténelmi munkája közül legjelentősebb magyarországi gyógyszerészeti bibliográfiája.

### Családja
1896. június 9-én házasságot kötött Éberling Nagy Pálmával (1874–1936). Öt lányuk és három fiuk született, de két kislány meghalt születéskor, így hat gyermeket neveltek fel: Judit (1897), Sára (1898), Mária (1900–1900), Tamás (1901–1966), Gábor (1903), Mátyás (1905–1953), Katalin (1907–1907) és Melanie (1908).

## Művei
- Könyv- és irodalmi gyűjtemény magyarországi gyógyszerészeti munkákról, 1578 – 1909, Stephaneum Nyomda, (Budapest, 1910)